# Amparo Brime
Amparo López Fabregat Brime, más conocida como Amparo Brime (Madrid, ca 1890- ca 1950) fue una ilustradora, articulista de moda y diseñadora de vestuario española.  
Firmó cómo L., López, López Fabregat, López Brime hasta quedar en Brime.

## Trayectoria
Sus padres fueron Luisa Fabregat Paredes y Salustiano López Brime, agente de bolsa que se suicidó en 1898 después de unas transacciones financieras irregulares que le arruinaron. Junto a su hermana Gloria, las niñas fueron educadas con la intención de que pudieran ganarse la vida por sí mismas. Trabajaron juntas por lo que a veces es difícil diferenciar la aportación de cada una, y en más de una ocasión aparecen nombradas como hermanas Brime.
En 1905 comenzó a ilustrar libros de la editorial dirigida por la Viuda de Rodríguez Serra, Dolores Jiménez, que publicaba la literatura más moderna española y extranjera además de ensayos de filosofía y ciencias sociales, lo que le hizo codearse con los ambientes más progresistas de Madrid. Ilustró Pasos y cuentos cómicos de José Zahonero, Tirano de amor de Rafael Leyda, Agua mansa de Ángel Guerra y En el mundo de las mujeres. Conversaciones feministas de Carmen de Burgos y Como se vive, se muere de José Francos Rodríguez.
Frecuentó el taller de Julio Romero de Torres. Además viajó a París, desde donde colaboró con reportajes de moda para diversas publicaciones, y amplió su aprendizaje como ilustradora de moda y figurinista de teatro. Como ilustradora colaboró con las revistas Art, Gout, Beauté y Feuilles de l´elegance feminine.
En 1918 y 1923 expuso en las ediciones cuarta y novena del Salón de Humoristas y Artistas Decoradores que organizaba la Unión de Dibujantes Españoles en el Círculo de Bellas Artes de Madrid.  Ese mismo año de 1918 la revista Blanco y Negro publicó en portada su dibujo Ojos verdes y comenzó a ser reconocida.
En 1919 fue contratada por la perfumería Floralia para ilustrar y escribir las páginas de moda que esta firma divulgaba en ABC y en la revista Nuevo Mundo y tanto ella como su hermana entraron a formar parte de la redacción del periódico La Voz de Madrid hasta 1933. También escribió en la revista Elegancias. Y en publicaciones como El Pueblo Manchego. o La Esfera, donde escribió e ilustró sus reportajes sobre moda.
En 1922 ilustró la portada del libro Frivolidades de Madame de Lys de la periodista novelista y ensayista Matilde Muñoz en cuyo círculo de amistades se movía. Pertenecía al Lyceum Club Femenino al que estaba asociada junto con su hermana desde su fundación. También fue socia del Club Alpino del Guadarrama.
Como figurinista trabajó para zarzuelas, operetas y revistas en obras como el Príncipe Carnaval de 1920, El príncipe se casa y Roma se divierte en 1922, Cri-cri en 1923 o Afrodita en 1925.
Las hermanas consiguieron un premio por cinco Figurines presentados en el Concurso Nacional para las Artes Decorativas de 1923. Participaron también Matilde Calvo Rodero con un fragmento de friso de cerámica y Victorina Durán con dos cartones de tapicerías.
Participó en el Noveno Salón de los Humoristas de  1926 y presentó varios figurines en la Exposición Nacional de Bellas Artes, Sección de Artes Decorativas. El trabajo de ambas hermanas recibió muy buenas críticas por la elegancia y fantasía desbordante de sus modelos.
fue socia, junto a su hermana, Gloria, del Lyceum Club Femenino, asociación fundada en 1926 y cuya primera presidenta fue María de Maeztu.
A partir de 1935 comenzó a redactar las páginas de la Sección de decoración del hogar de ABC.
Tras la Guerra Civil, la Policía le abrió una ficha con su nombre por haber escrito un artículo de decoración del hogar en el periódico ABC el día 19 de julio de 1936.
Murió antes de 1953.
En 2019, sus obras figuraron en la exposición Dibujantas, pioneras de la Ilustración en el Museo ABC.